# 林鳳 (成化進士)
林鳳（1440年—？），字應道，浙江溫州府樂清縣人，明朝政治人物。進士出身。

## 生平
順天府鄉試第四十六名。成化二年（1466年）丙戌科會試第九十七名，殿試登進士第二甲第四十二名。

## 家族
曾祖林子俊。祖父林茂。父亲林巒，曾任錦衣衛百戶。